# 預貯金取扱金融機関
預貯金取扱金融機関（よちょきんとりあつかいきんゆうきかん）とは、日本において、業として預金または貯金の受入れを行うことのできる金融機関をいう（中央銀行である日本銀行を除く）。日常用語としては、まとめて「銀行」と呼ぶことがある。

## 概説
日本では銀行法において、預金または定期積金の受入れと資金の貸付けまたは手形の割引を併せ行う営業は銀行業とされ、また、預金または定期積金等の受入れを行う営業も銀行業とみなされており、銀行以外の者が銀行業を行うことは許されていない。また、出資法においても、特別な法律の根拠のない限り、業として預り金（預金、貯金もしくは定期積金の受入れまたはこれと同様の経済的性質を有するもの）をすることもできない。これらの規制を背景として、預貯金取扱金融機関は、特別な法律の根拠により、預金、定期積金等または貯金の受入れと資金の貸付けまたは手形の割引を併せて行う営業または事業を許容されているのである。
預貯金取扱金融機関は、資金の貸付けや手形の割引を行う原資を、預金、定期積金等または貯金といった形で調達するほか、社債や金融債を用いることもある。
なお、預貯金取扱金融機関以外で、預り金をせずに資金の貸付けを行う営業または事業を行うことができるもの（いわゆるノンバンク）として、保険会社や証券金融会社、貸金業者、短資会社などがある。

## 分類
預貯金取扱金融機関には、大きく、営利法人である株式会社形態をとるものと、講学上の中間法人である協同組織形態をとるもの（協同組織金融機関）の2種類が存在している。また、このほか、銀行法4条1項の内閣総理大臣の免許（銀行免許）を得た外国銀行支店（外国の法令に準拠して外国において銀行業を営む者（日本の預貯金取扱金融機関を除く。）の日本国内の支店の全体）もある。
現行法において想定されている預貯金取扱金融機関は、以下のように分類される。
- 株式会社形態（営利法人）
  - 普通銀行（外国銀行支店を除く。）
  - 長期信用銀行（該当なし）
  - 株式会社商工組合中央金庫
- 外国銀行支店
- 協同組織金融機関（中間法人）
  - 信用金庫
  - 信用金庫連合会（信金中央金庫のみ該当）
  - 信用協同組合
  - 信用事業を行う協同組合連合会
  - 労働金庫
  - 労働金庫連合会
  - 信託組合
  - 信用事業を行う農業協同組合
  - 信用事業を行う農業協同組合連合会（いわゆる信用農業協同組合連合会）
  - 信用事業を行う漁業協同組合
  - 信用事業を行う漁業協同組合連合会（いわゆる信用漁業協同組合連合会）
  - 信用事業を行う水産加工業協同組合（該当なし）
  - 信用事業を行う水産加工業協同組合連合会（いわゆる信用水産加工業協同組合連合会）
  - 農林中央金庫